# Maria Pardos Ferreira Lage
Maria Pardos Ferreira Lage (Espagne, 1866-1928), plus connue sous le nom de Maria Pardos, est une peintre brésilienne.
Elle fait partie d'un groupe de femmes pionnières de l'art brésilien du début du XXe siècle, qui cherchent à faire reconnaître leur peinture dans l'environnement fondamentalement masculin de l'École des Beaux-Arts. Elle est l'élève de Rodolfo Amoedo et est contemporaine de ses autres disciples Regina Veiga, Nina Felício dos Santos et Irene Ribeiro França.
Elle abandonne sa carrière artistique après 1918.

## Œuvres
Parmi les principales œuvres, on peut citer le tableau naturaliste Sem pão, qui dépeint l'interaction entre un homme âgé et un garçon dans un contexte de faim, pour lequel elle a reçu la médaille de bronze à l'Exposition générale des beaux-arts de 1914. La même année, elle présente : Jardineiro, Capataz, Espanhola et Aniversário.
En 1916, elle peint Jornaleiro, probablement réalisé trois ans plus tôt, dans lequel elle représente le travail des enfants.

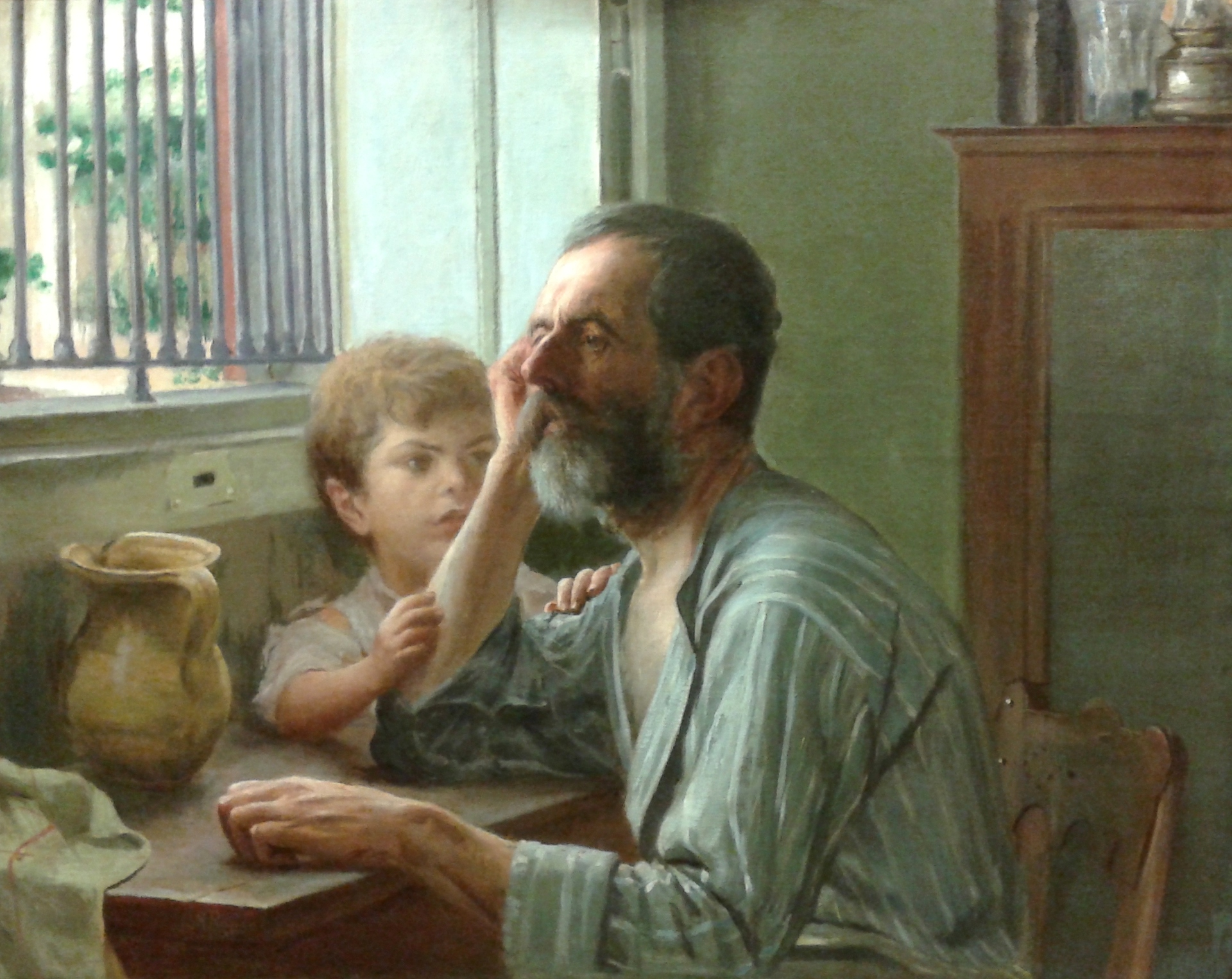
Sem pão
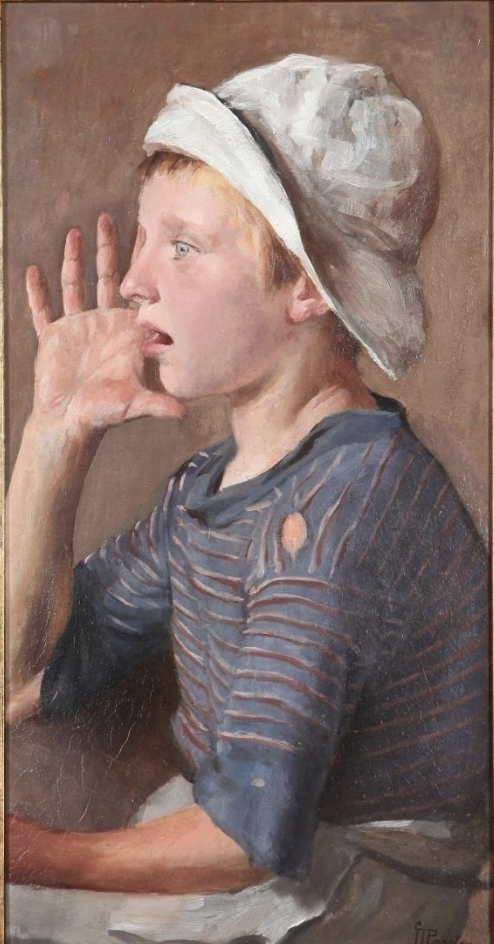
Jornaleiro

## Expositions
Ses œuvres sont exposées à, :

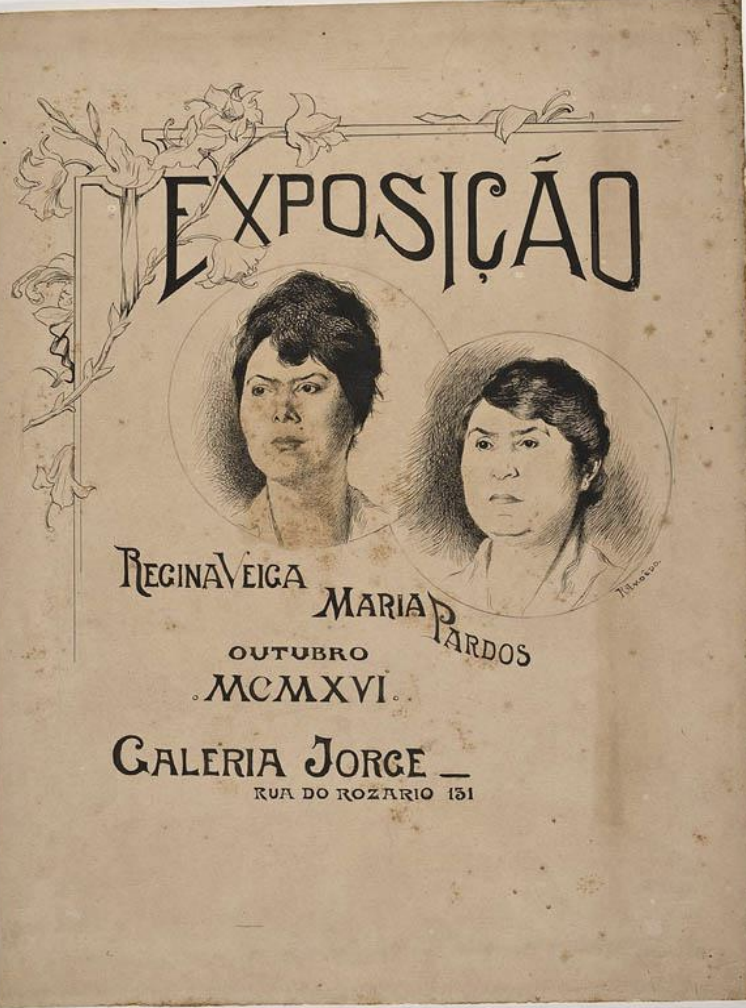
Esquisse de la couverture de l'exposition Regina Veiga et Maria Pardos, réalisée par Rodolfo Amoedo, en 1916.

- 20e Exposition générale des Beaux-Arts, 1913, mention honorable au premier degré
- 21e Exposition générale des Beaux-Arts, 1914, médaille de bronze
- 22e Exposition Générale des Beaux-Arts, 1915, petite médaille d'argent
- 23e Exposition générale des Beaux-Arts, 1916
- 24e Exposition générale des Beaux-Arts, 1917
- 25e Exposition générale des beaux-arts, 1918

Elle expose avec Regina Veiga en 1916, à la Galerie Jorge.

## Reconnaissance
Au Musée Mariano Procópio, une salle est consacrée à sa carrière artistique.

## Vie personnelle
Elle quitte l'Espagne pour le Brésil en 1891. Elle est probablement danseuse avant de poursuivre une carrière de peintre, en venant au Brésil avec une compagnie de danse européenne. 
Elle est l'épouse d'Alfredo Ferreira Lage, dans une relation sans mariage officiel.